# Nanov
Nanov est une commune du județ de Teleorman en Roumanie.